# 澳門JW萬豪酒店

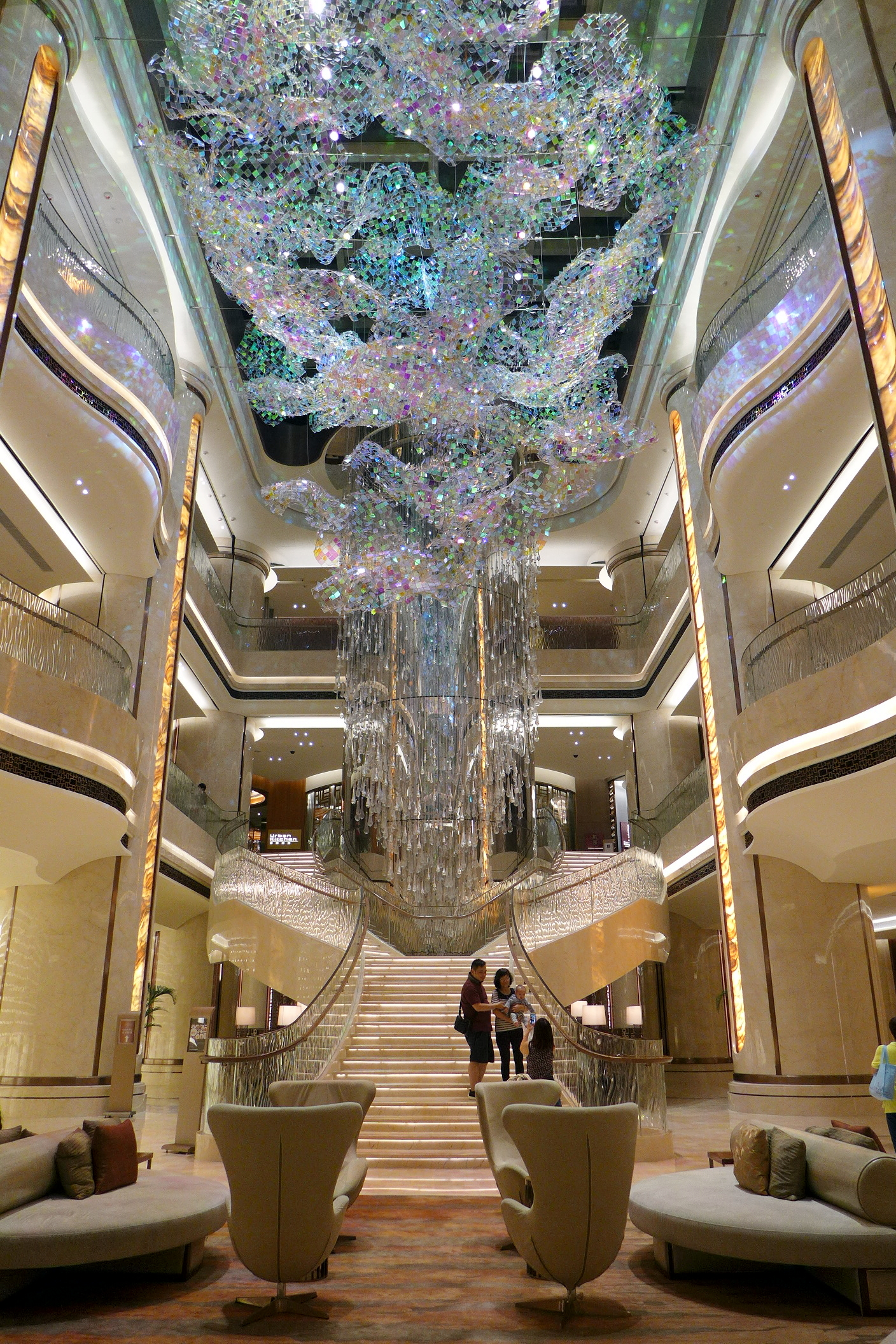
酒店大堂設大理石樓梯

澳門JW萬豪酒店（英語：JW Marriott Hotel Macau）是亞洲最大的JW萬豪酒店。於2015年5月開幕，位於澳門綜合度假城澳門銀河第2期。被《米芝蓮指南香港澳門2016》評價為「高級舒適」酒店。酒店位於地下至31樓，擁有1,015間客房及套房。

## 設施
酒店地下及1樓設宴會廳及會議設施。2樓設萬豪酒店行政會所。3樓設JW兒童樂園、兒童髮型屋、設有十間理療室的「怡世寶水療」、健身中心及游泳池。住客亦可使用天浪淘園的設施及空中沖浪池。
餐廳包括地下大堂酒廊，1樓的萬豪中菜廳及半套式自助餐「名廚都匯」、3樓萬豪酒店池畔酒吧及微風。

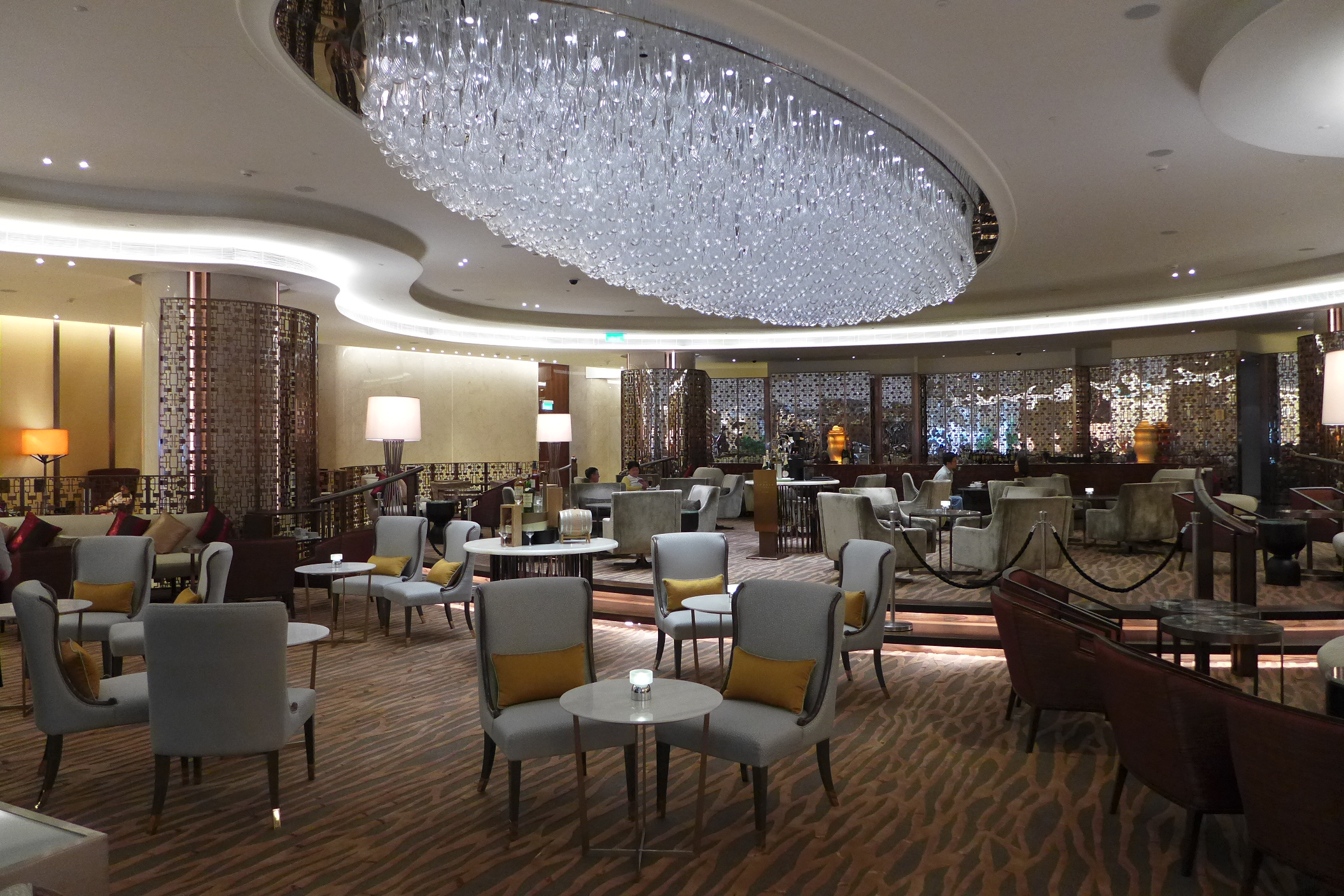
地下大堂酒廊
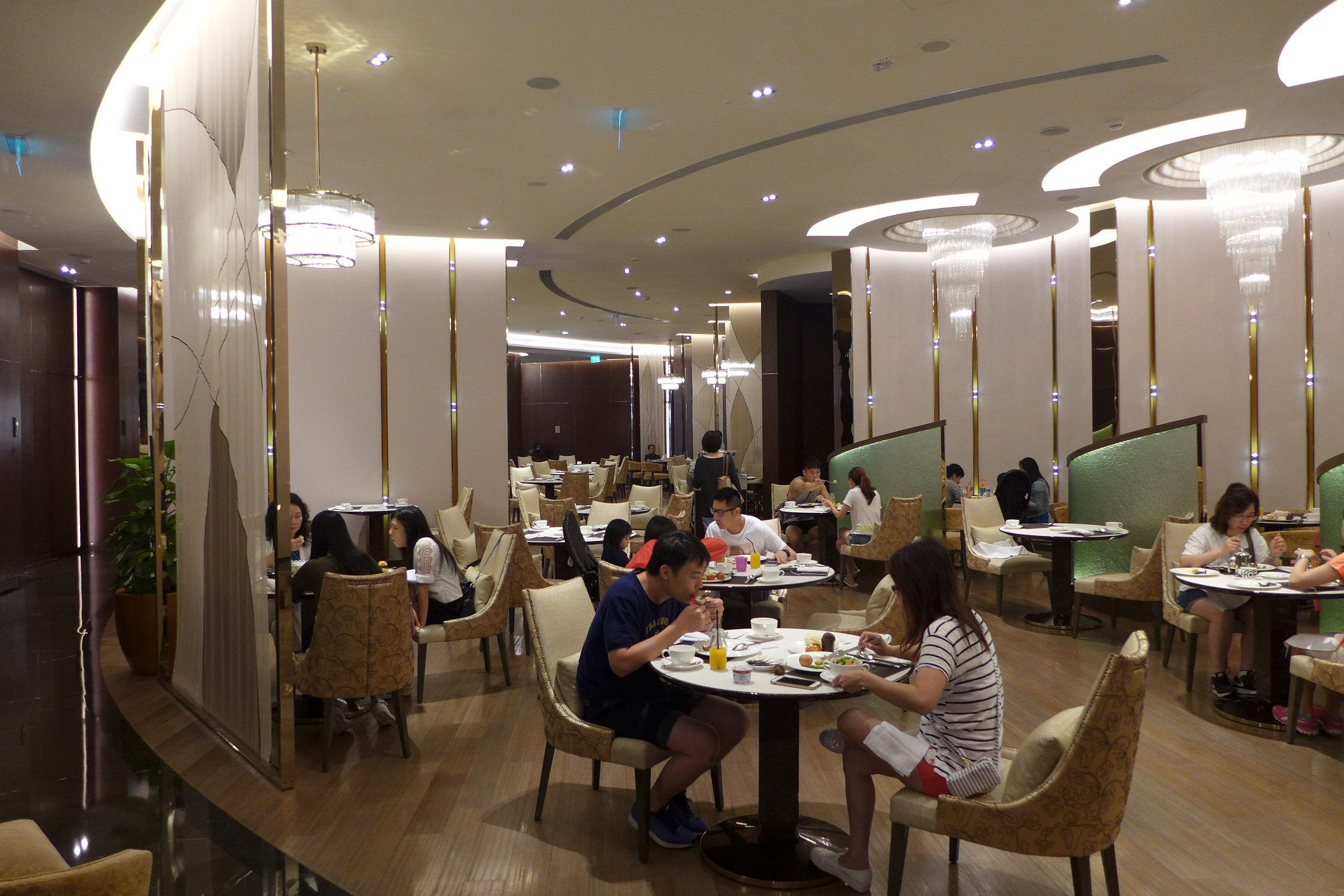
1樓萬豪中菜廳
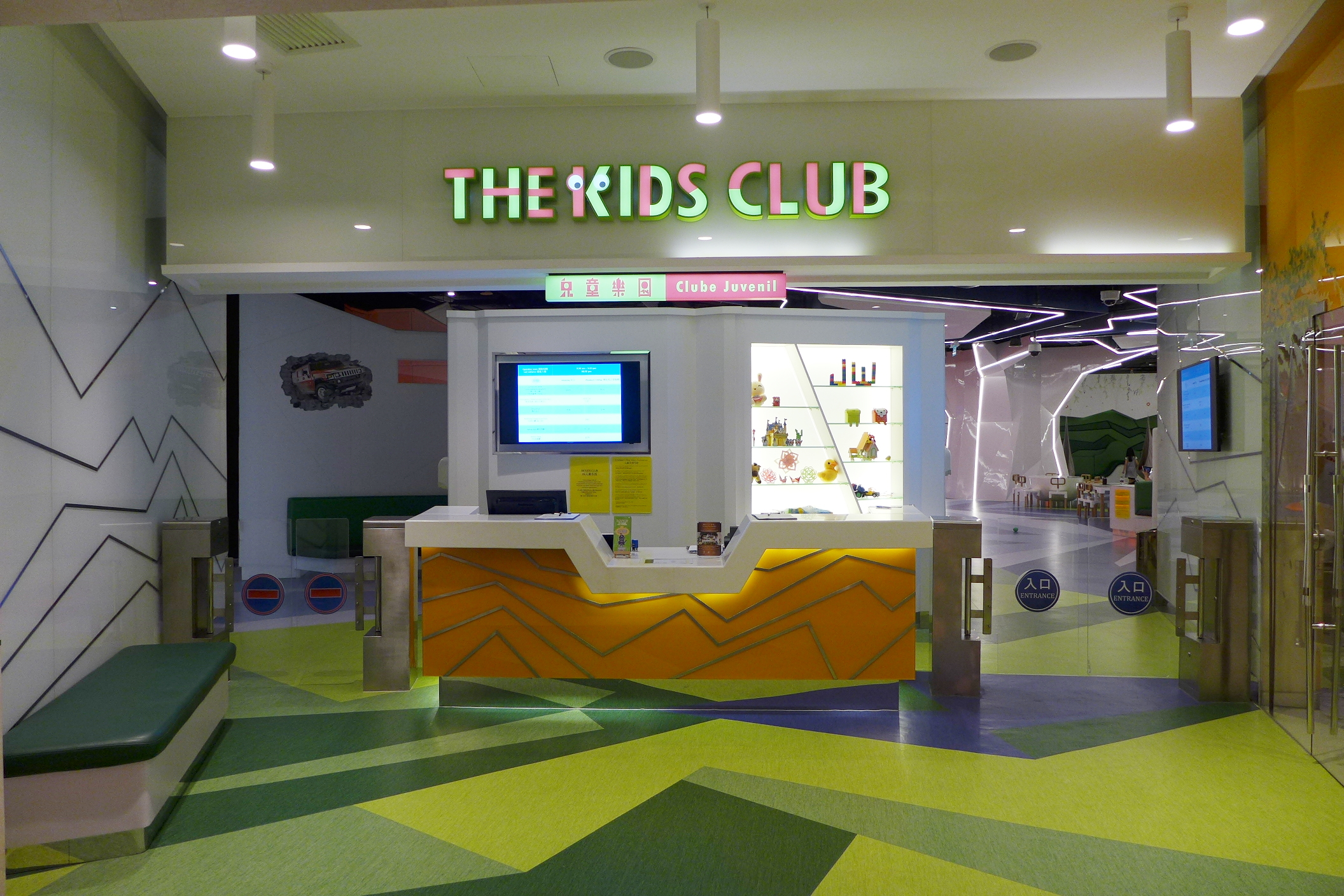
JW兒童樂園
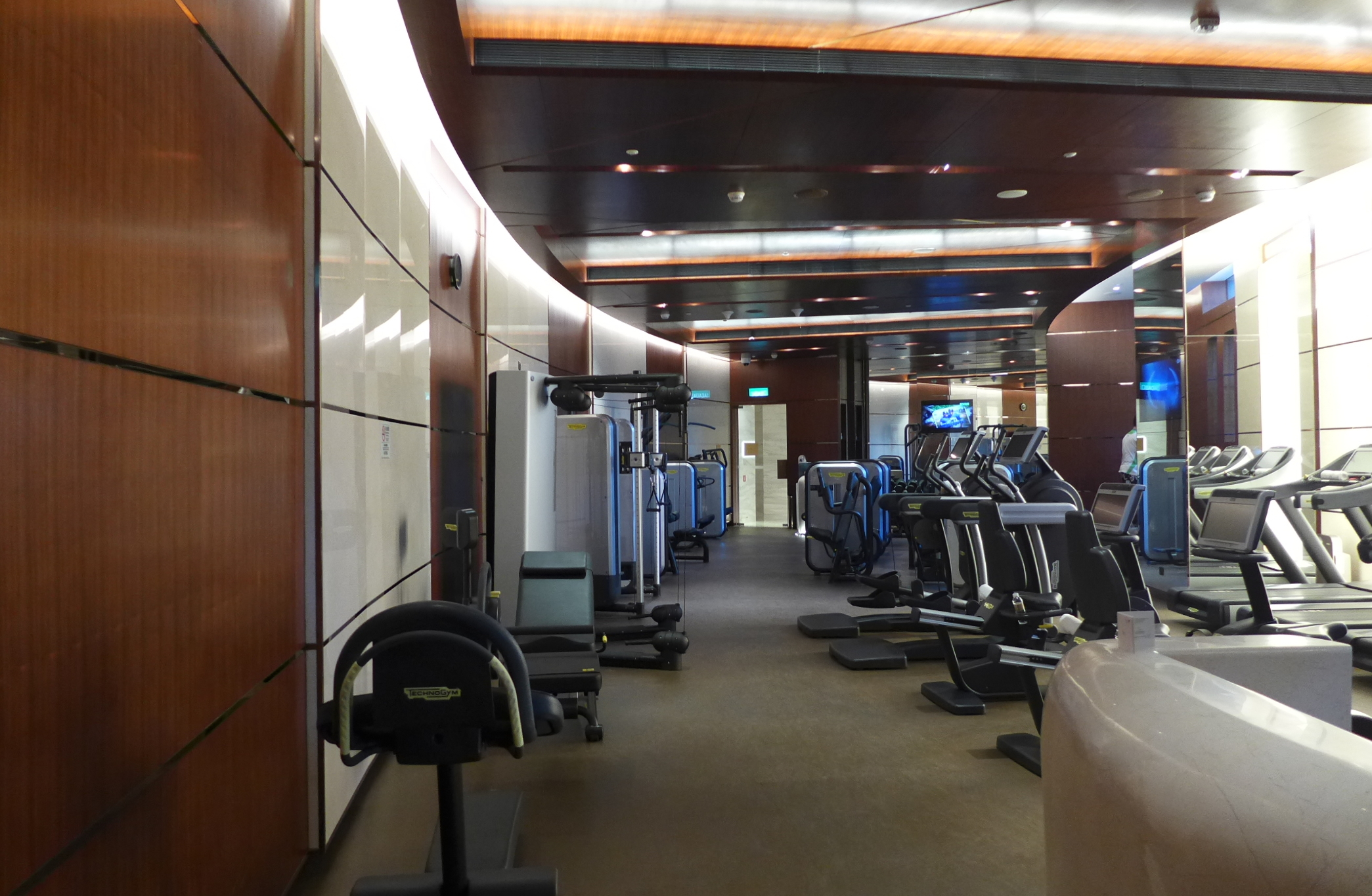
健身中心
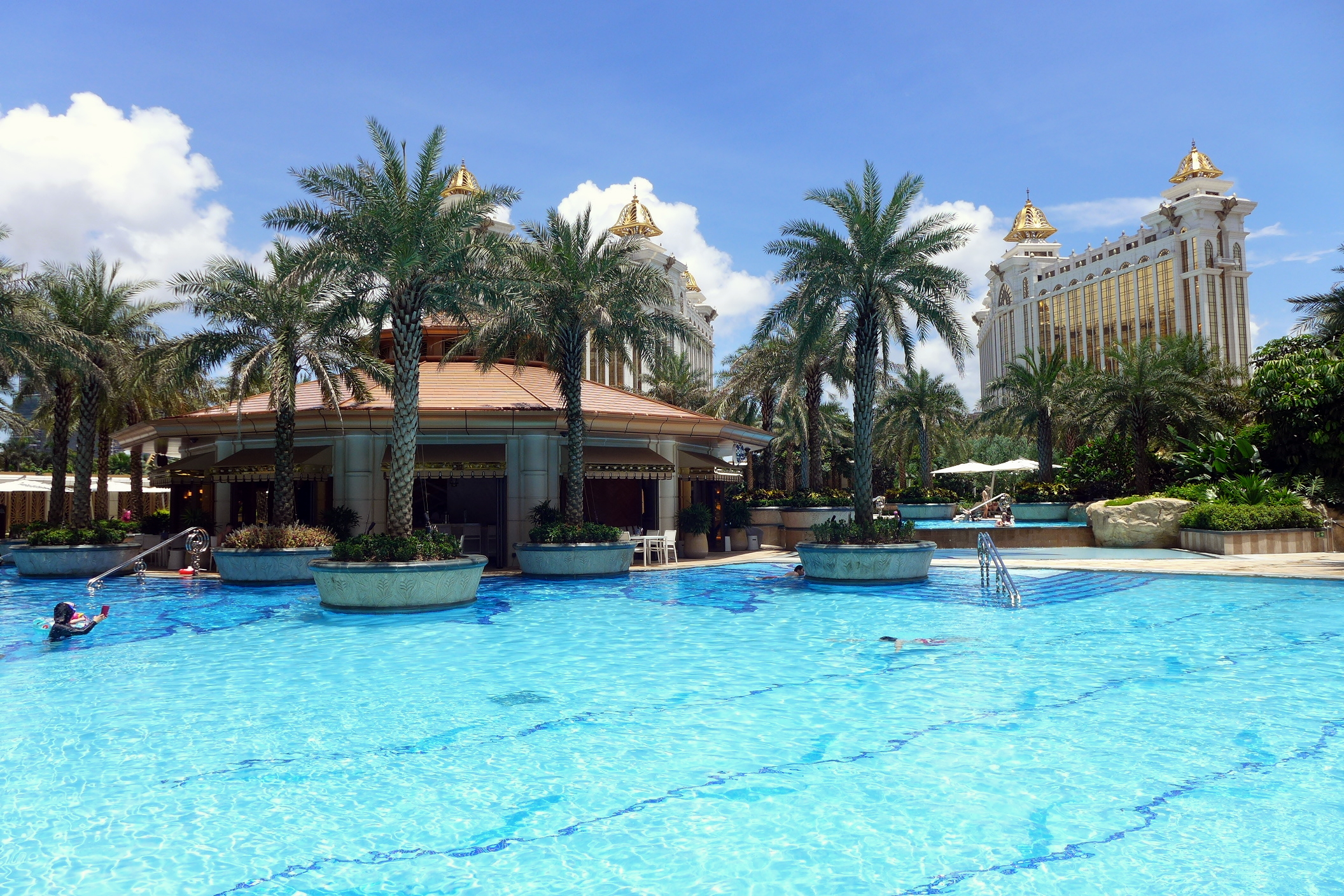
游泳池

## 相關連結
- 澳門銀河
- 澳門麗思卡爾頓酒店
- JW萬豪酒店